# セントルイス級防護巡洋艦
セントルイス級防護巡洋艦(St. Louis class protected cruisers)は、アメリカ海軍が建造した防護巡洋艦の艦級。3隻が建造された。

## 概要
前後の甲板及び舷側に50口径152mm砲を14基装備した。他に副砲として舷側に50口径76mm砲を18基、47mm砲を12基、37mm砲を4基備えていた。これらの兵装はペンシルベニア級装甲巡洋艦と類似点が多い。機関は、16基の石炭ボイラーで2台の3段膨張式4気筒型のレプシロ蒸気機関を駆動する2軸推進で、21000馬力を発揮した。速力は計画では25ノットの予定であったが、実際は22ノット程度であった。石炭は当初650トンを搭載できた。装甲は同時期に建造された装甲巡洋艦に類似した構造でハーヴェイ鋼が使用されたが、ペンシルベニア級巡洋艦ほどは厳重ではなかった。機関部や152mm主砲などは102mmのベルト状に装甲された。司令塔には127mmの装甲が使用されたが、甲板部の装甲は76mmであった。

## 就役後の改装
1911年に37mm砲と機関銃が撤去された。また47mm砲も4基のみが礼砲用として残された物以外は撤去された。その残された47mm砲も第一次世界大戦の間に全て撤去された。2基の主砲も撤去され、対空砲が増設された。石炭の搭載量は650トンから1650トンまで増やされた。

## 戦歴
第一次世界大戦に参加したが、兵員の輸送任務や船団護衛の任務に従事したのみで3隻とも実戦に参加する機会は無かった。セントルイスはロンドン海軍軍縮会議のためにスクラップとなった。チャールストンも同様にロンドン海軍軍縮会議のために退役したが、その船体は防波堤として再利用された。ミルウォーキーは1917年1月にカリフォルニア州ユーレカの海岸で座礁し、その後嵐によって船体が破損して失われた。

## 同型艦
- セントルイス (USS St. Louis, C-20)：CA-18に変更
- ミルウォーキー (USS Milwaukee, C-21)
- チャールストン (USS Charleston, C-22)：CA-19に変更